# Аппликатура

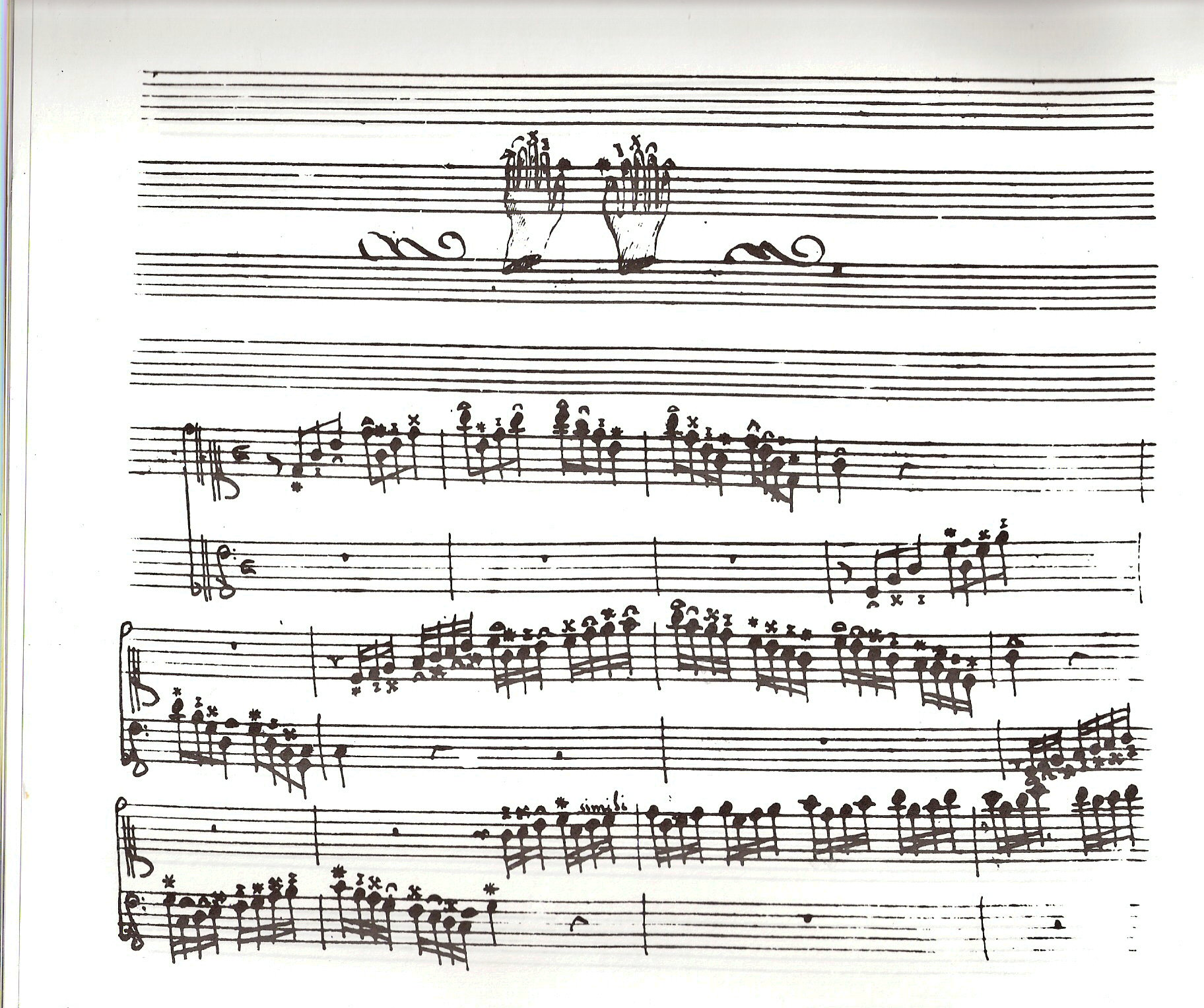
Демонстрация аппликатуры, использующей графические символы, в токкате Алессандро Скарлатти (начало XVIII века)

Аппликату́ра (нем. Applikatur ← лат. applico «прикладывать, прижимать») — порядок расположения и чередования пальцев при игре на музыкальном инструменте. Аппликатурой также называется указание пальцев в нотах с помощью цифр или, реже, иным способом. Аппликатура особенно важна для клавишных и струнных инструментов. Умение разрабатывать аппликатуру — важная составляющая мастерства исполнителя.
В настоящее время в нотах для клавишных инструментов принято обозначать пальцы цифрами от 1 до 5 (от большого пальца к мизинцу каждой руки); в нотах для смычковых инструментов пальцы левой руки обозначаются цифрами от 1 до 4 (от указательного пальца к мизинцу), а большой палец обозначается специальным знаком, похожим на «0» или «Φ».
Аппликатура часто пишется самим автором произведения и указывается в рукописи. Шопен, например, был пианистом и в своих фортепианных произведениях почти всегда указывал собственную аппликатуру, которая часто была настолько удобной, что последующим редакторам не было необходимости предлагать свой вариант. В других случаях в нотах печатается аппликатура, разработанная наиболее успешными исполнителями произведения или редакторами музыкального издательства.

## Правила разработки аппликатуры
По утверждению знаменитого фортепианного педагога Г. Нейгауза, аппликатура прежде всего должна способствовать выразительности исполнения музыкального произведения, а только во вторую очередь — удобству исполнения. Так, например, без крайней необходимости не следует брать сильную долю (ноту, которую нужно сыграть громче соседних) самым слабым пальцем — мизинцем, а ноту, которую требуется сыграть особенно нежно, не следует без крайней необходимости брать «грубым» большим пальцем. Нейгауз даже говорил, что у каждого пальца есть своя душа.
Во вторую очередь аппликатура должна быть удобна для исполнителя. Удобство очень индивидуально и определяется личными анатомическими особенностями. Так, например, человеку с широкой ладонью более удобно брать на фортепиано далеко отстоящие друг от друга клавиши соседними пальцами, а человеку с узкой ладонью это неудобно; человеку с тонкими пальцами удобно нажимать на фортепиано белые клавиши между чёрными, а человеку с толстыми пальцами это неудобно. Помимо этого существуют и общие принципы удобства, например, скрещивание пальцев при игре на фортепиано считается неудобным, поэтому, если этого можно избежать без ущерба для правильного интонирования, этого избегают. Удобство аппликатуры в большой степени определяет максимальный темп, в котором может быть исполнено произведение, что особенно важно для быстрых и виртуозных произведений.

## Стандартная аппликатура
В некоторых случаях ту или иную аппликатуру, используемую большинством исполнителей конкретного произведения, либо одного из его частей или отрывков, называют стандартной. В редких случаях (особенно в оркестровой музыке) встречаются фрагменты, где ввиду особенности нотного письма или сложности музыкального материала, принято использовать фиксированную аппликатуру, позволяющую добиться нужной совместности и слаженности исполнения. Ярчайший пример — соло альтовой группы в Симфонии № 5 Дмитрия Шостаковича.